# Patsy O’Connell Sherman

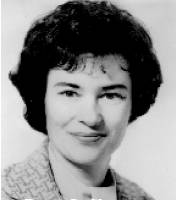
Patsy O’Connell Sherman

Patsy O’Connell Sherman (* 15. September 1930 in Minneapolis, Minnesota; † 11. Februar 2008 ebenda) war eine US-amerikanische Chemikerin und Erfinderin.

## Leben
Bis 1948 besuchte Patsy Sherman eine High School in Minneapolis und studierte anschließend am Gustavus Adolphus College in St. Peter, Minnesota, wo sie 1952 als erste Frau den Bachelor-Grad in Chemie und Mathematik erwarb. Nach dem Studium erhielt sie zunächst eine befristete Anstellung bei dem Technologie-Unternehmen 3M. Sie blieb in dem Unternehmen bis zu ihrem Eintritt in den Ruhestand im Jahr 1992.
Sie forschte bei 3M vor allem zur Fluorchemie und wirkte an 16 Patentanmeldungen mit. 1953 entdeckten sie und Samuel Smith zufällig die Reinigungswirkung eines auf der Perfluoroctansulfonsäure basierenden Fluorpolymers. Bis 1956 entwickelten sie Perfluoroctansulfonat bis zur Produktreife. In der Folgezeit wurde bei 3M unter dem Markennamen Scotchgard eine ganze Produktlinie von Imprägnierungsmaterialien entwickelt.
1989 wurde sie als erste Frau in die Minnesota Hall of Fame aufgenommen und 2001 zusammen mit Samuel Smith in die National Inventors Hall of Fame.